# Hans Baluschek
Hans Baluschek, né le 9 mai 1870 à Breslau, mort le 28 septembre 1935 à Berlin, est un peintre, illustrateur et écrivain allemand.

## Biographie

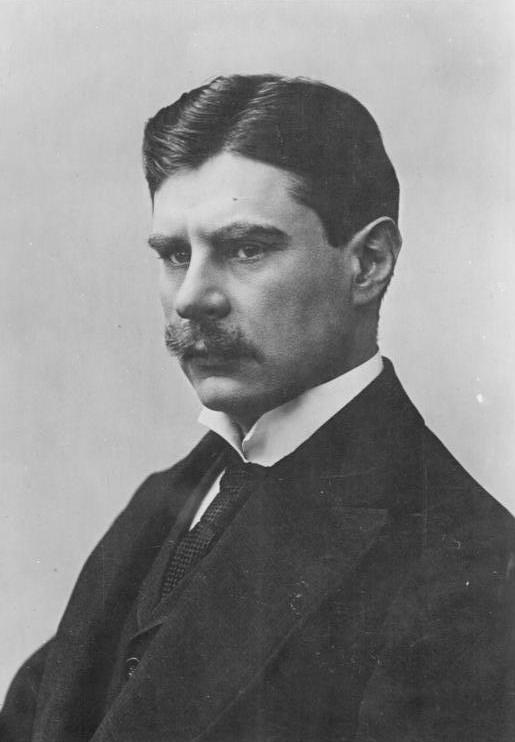
Hans Baluschek, 1912.

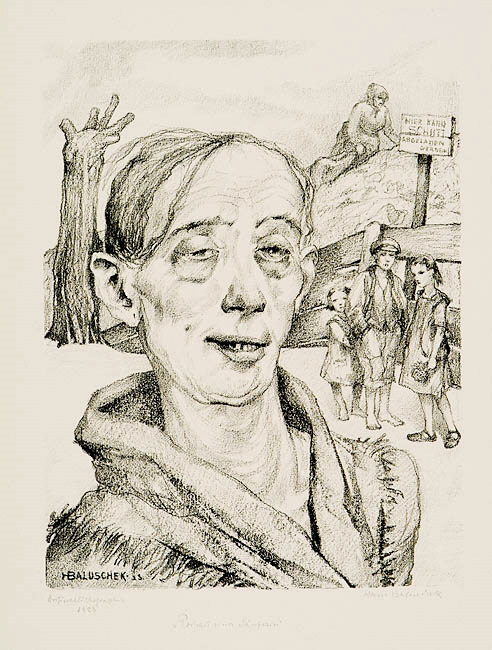
Portrait d'un ivrogne, 1923.

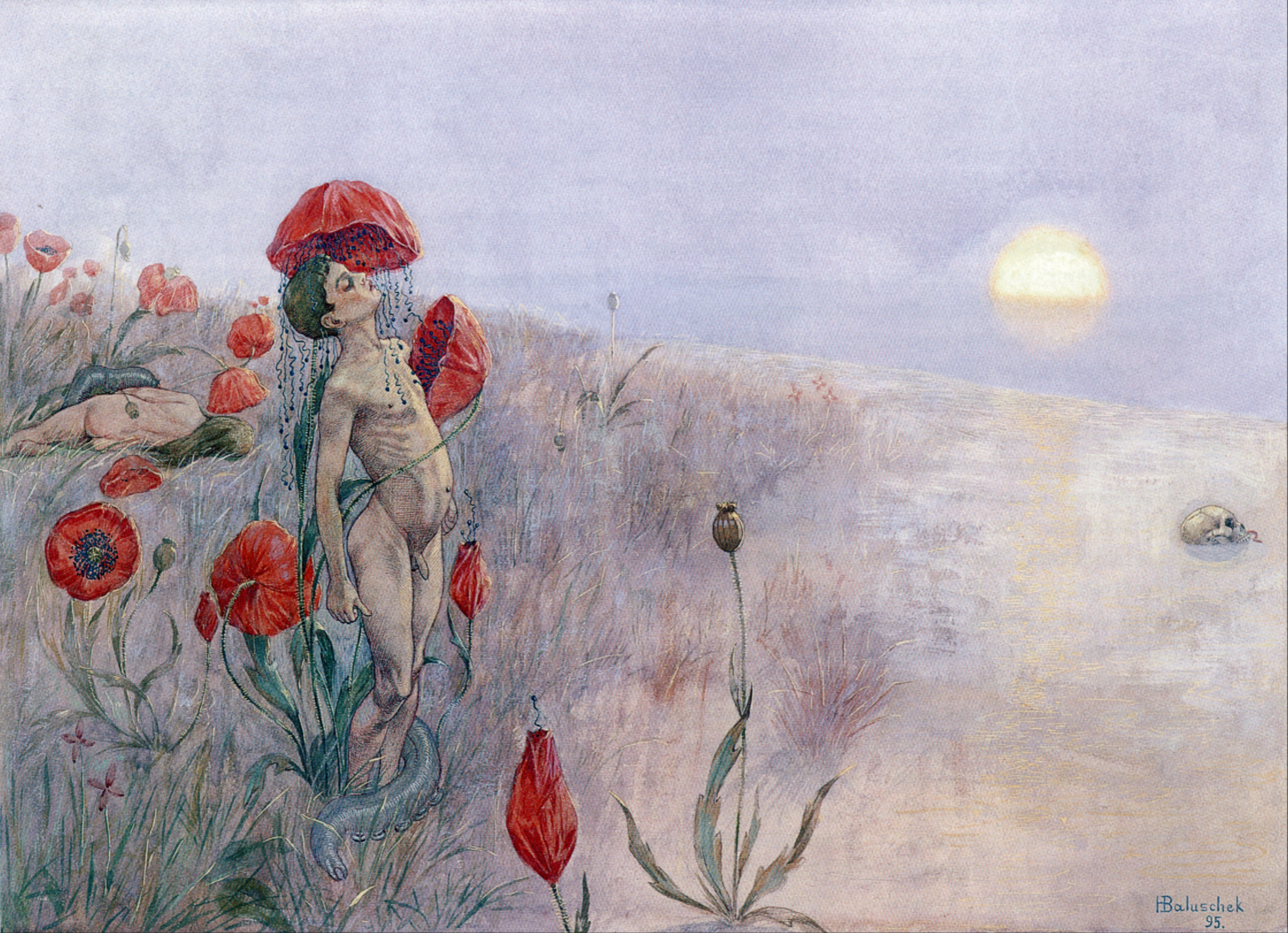
La Mort, 1895.

Fils d'un fonctionnaire des chemins de fer, Hans Baluschek vit à Berlin-Schöneberg à partir de 1890. Il étudie à l'Académie royale des beaux-arts en même temps qu'il suit des études économiques et médicales. En 1895, il fait sa première exposition en tant que peintre à la galerie Gurlitt. En 1897 il publie les deux premiers ouvrages sur la Grande Exposition d'art de Berlin. Il rejoint la Sécession berlinoise en 1920. Membre du SPD, il fut président de la députation d'art de Schöneberg. En 1920 également sort son recueil de nouvelles Enthüllte Seelen.
Baluschek fut illustrateur pour de nombreux magazines : Der Wahre Jacob, Lachen Links, Frauenwelt, Kulturwille et Illustrierte Reichsbanner Zeitung. Dans ses illustrations, il manifeste souvent son enthousiasme pour le progrès technique, notamment pour les chemins de fer. Dans les années 1920, il travaille fréquemment pour les productions cinématographiques. En 1924 il préside la Grande Exposition d'art de Berlin.
En 1933, les nazis classent Baluschek parmi les « artistes marxistes », le confinent dans son bureau et lui interdisent toute activité professionnelle. Ses œuvres sont qualifiées d'« art dégénéré » (entartete Kunst).
Hans Baluschek est mort à l'hôpital franciscain de Berlin (de) et est enterré au cimetière boisé Wilmersdorf de Stahnsdorf (de) (tombe Abt LI-S III-334).
Il eut comme élève Anna Dräger-Mühlenpfordt (de).
Sur la maison où il vécut, Ceciliengärten (de) 27 (Berlin-Schöneberg), est apposée une plaque commémorative. Un parc de Berlin porte son nom.

## Œuvres littéraires
- Spreeluft. Berliner Geschichte, 1913.
- Enthüllte Seelen, 1920.
- Großstadtgeschichten, 1924.